# Hearst-Insel
Die Hearst-Insel (englisch Hearst Island, in Argentinien und Chile Isla Hearst genannt) ist eine der Antarktischen Halbinsel vorgelagerte unbewohnte Insel im Weddell-Meer.

## Geografie
Die Hearst-Insel liegt 6 km östlich des Kap Rymill vor der Wilkins-Küste des Palmerlands im Larsen-Schelfeis, von der sie durch die stellenweise nur 5 km breite Stefansson Strait getrennt ist. Ihre Gestalt ist bogenförmig, bei einer Länge von 60 km ist sie 11 km breit. Die Insel ist von einer Eiskappe bedeckt, die bis zu 365 m Höhe erreicht.

## Geschichte
Die Hearst-Insel wurde am 20. Dezember 1928 von Hubert Wilkins aus dem Flugzeug gesichtet. Er hielt sie für einen Teil des antarktischen Festlands und benannte sie Hearst Land nach dem Finanzier seiner Expedition, dem US-amerikanischen Medien-Tycoon William Randolph Hearst. Erst die United States Antarctic Service Expedition (1939–1941) unter Leitung von Richard Evelyn Byrd stellte 1940 den Inselcharakter fest.